# Budowla centralna
Budowla centralna – budowla wzniesiona zgodnie z zasadami układu centralnego, czyli na planie mającym co najmniej dwie krzyżujące się osie symetrii i o wnętrzu i bryle ukształtowanych odśrodkowo względem obrotowej osi symetrii.
Najprostsze rozwiązania tego typu to zbudowane na planie koła cylindryczne budowle w kształcie walca (rotundy), budowle na planie kwadratu lub wieloboku (najczęściej ośmioboku). Znane są także bardziej skomplikowane rozwiązania wzniesione na planie prostokąta, owalu, elipsy, trójkąta, krzyża greckiego z apsydami lub bez nich oraz budowle na planie czterolistnym (tetrakonchos) i trójlistnym (układ treflowy). W tych ostatnich rozwiązaniach nad częścią środkową stawiano kopułę lub sklepienie wieloboczne o wysokości dominującej nad resztą obiektu.
Budowle tego typu znane były w starożytności, np. w rzymskiej architekturze sakralnej, w średniowieczu w Europie, Bizancjum i na Bliskim Wschodzie - rotundy, mauzolea, baptysteria.

## Galeria

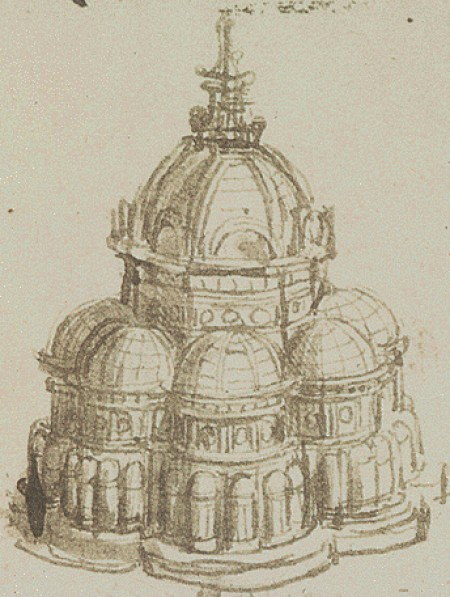
Plan kościoła centralnego autorstwa Leonarda da Vinci
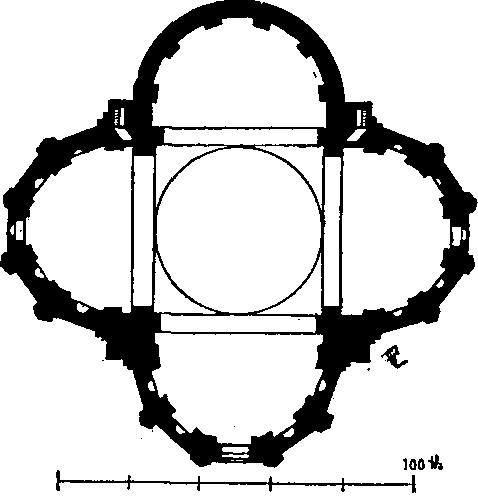
Plan kościoła Santa Maria del Consolazione w Todi
Bazylika św. Piotra na Watykanie - plan Donato Bramantego
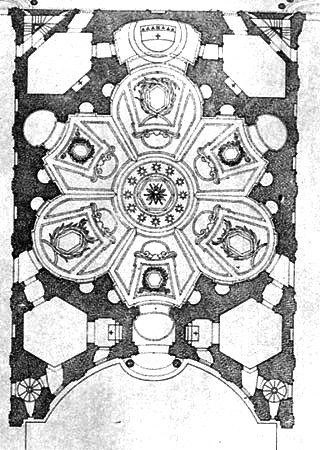
Plan kościoła Sant'Ivo alla Sapienza w Rzymie Francesco Borrominiego
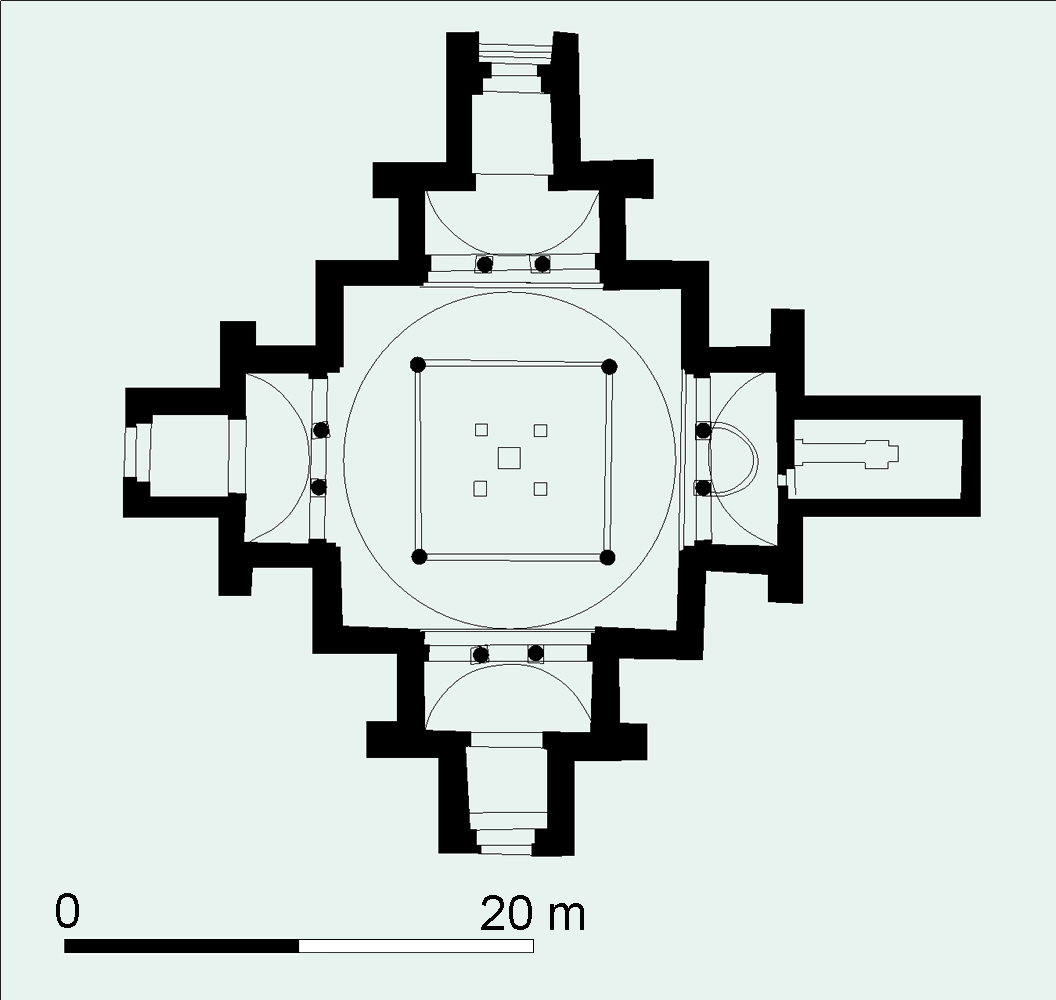
Plan kościoła w Dongoli w Nubii